# 예멘의 경제
예멘의 경제는 세계에서 가장 가난하고 개발이 덜 된 나라 중 하나이다. 통일 당시 남예멘과 북예멘은 크게 달랐지만 똑같이 낙후된 경제 시스템을 가지고 있었다. 사우디아라비아는 1990년~1991년 걸프 전쟁 당시 예멘의 이라크 지원으로 인해 예멘에 대한 경제적 지원을 크게 줄였고, 사우디아라비아와 쿠웨이트는 예멘에 대한 경제적 지원을 대폭 줄였다. 1994년 내전은 예멘의 경제를 더욱 고갈시켰다. 그 결과, 예멘은 지난 24년 동안 경제를 유지하기 위해 다자간 기관의 원조에 크게 의존해 왔다. 그 대가로, 북예멘은 중요한 경제 개혁을 실행하겠다고 약속했다. 1997년 국제 통화 기금(IMF)은 예멘의 신용을 크게 높이기 위한 두 가지 계획을 승인했다. 이후 예멘 정부는 공무원 인건비 삭감, 경유 및 기타 보조금 폐지, 국방비 절감, 일반 판매세 도입, 국영 산업 민영화 등 권고된 개혁을 시도하였다. 그러나 제한된 발전으로 인해 IMF는 1999년과 2001년 사이에 자금 지원을 중단했다.
2005년 말, 세계은행은 예멘이 중요한 개혁을 이행하지 않은 결과로 2005년 7월부터 2005년까지 4년간 미화 23억 달러를 지원하겠다고 발표했다. 2008년 7월. 예멘의 PRGF가 현재 협상 중인 IMF와 갱신될 때까지 23억달러 규모의 양허금융 패키지 중 핵심 요소는 보류된 상태다. 그러나 2006년 5월 세계은행은 예멘에 대한 지원 전략을 채택하여 2006 회계연도에 4억 달러의 국제 개발 협회(IDA) 크레딧을 제공할 예정이다. 2006년 11월 예멘 개발 파트너 회의에서 2007년~2010년 동안 총 47억 달러의 보조금과 양여 대출이 약속되었다. 현재, 상당한 양의 석유와 가스 자원과 농업적으로 비옥한 땅을 소유하고 있음에도 불구하고, 예멘은 여전히 세계에서 가장 가난한 나라들 중 하나이다. 인구의 80% 이상이 가난하게 살고 있다. 일자리를 찾아 한 달에 평균 1000명의 소말리아 난민이 예멘으로 유입되는 것은 이미 20~40%의 실업률을 감당해야 하는 예멘 경제의 추가적인 유출이다. 예멘은 절실히 필요한 국제 금융 지원의 손실에 직면하지 않도록 경제 개혁을 시행하라는 상당한 압력을 받고 있다.
북부에서는 1962년부터 1970년까지 계속된 내전과 잦은 가뭄으로 농업이 번창했다. 이전에는 북한의 주요 수출품이자 주요 외환 형태였던 커피 생산은 까트의 재배가 증가함에 따라 감소했다. 예멘 아랍 공화국은 낮은 국내 산업 생산량과 원자재 부족으로 인해 다양한 수입품에 의존하게 되었다.
사우디아라비아가 주도한 개입 과정에서 예멘 내전과 연합군의 공습으로 예멘 경제는 더욱 황폐해졌다.
내전으로 예멘은 인플레이션과 예멘 리알화 평가절하에 시달리고 있으며, 예멘 경제는 2015년 3월 19일 내전 시작부터 2018년 10월까지 50%가량 위축됐다.

## 통합 문제
남쪽에서는 독립 이전의 경제 활동이 항구 도시인 아덴에 압도적으로 집중되어 있었다. 항구가 의존하던 해상운송무역은 1967년 수에즈 운하가 폐쇄되고 영국이 아덴에서 철수하면서 붕괴됐다. 소련의 광범위한 원조, 남예멘인들의 송금, 그리고 아덴 정제소 (1950년대에 건설된)의 수입만이 PDRY의 중앙 계획 마르크스주의 경제를 지탱할 수 있었다. 소련이 해체되고 소련의 지원이 중단되면서 남부 경제는 사실상 붕괴되었다.
통일 이후, 정부는 상대적으로 이질적인 두 경제 시스템을 통합하기 위해 노력해 왔다. 그러나 1990년 페르시아만 국가들로부터 약 85만 명의 예멘인들이 돌아오고, 뒤이어 대규모 원조 물동량이 감소했으며, 1994년 내전으로 절정에 달한 내부 정치적 분쟁 등 심각한 충격이 경제 성장을 방해했다.

## 노동
미국 정부에 따르면 농업과 목축 분야는 예멘 노동 인구의 과반수 (2003년 54.2%)를 고용하고 있다. 산업, 서비스, 건설, 상업이 합쳐서 노동력의 25%도 되지 않는다.
세계은행에 따르면 예멘의 공무원은 능력 있는 노동자를 유치하고 유지하기 위해 많은 수의 저임금 노동력과 높은 숙련직과 낮은 숙련직의 급여 차이가 부적절한 것이 특징이다. 2004년, 정부는 결코 시행되지 않았던 예상되는 경제 개혁의 충격을 완화하기 위해 공무원 봉급을 20~40% 인상했다. 2004년 공무원 임금이 국내총생산(GDP)의 7%를 차지했다. 2005년 예산안은 경제보조금을 줄였지만 그 대가로 2007년까지 공무원 임금을 10~15% 더 올리는 등 다양한 양보를 해야 했다.
국제 통화 기금(IMF)이 예멘에 약속한 경제지원안은 예멘의 실업률 20~40% 추정 때문에 정부가 반발해온 공무원 개혁 이행에 달려 있다. 2004년 정부는 퇴직과 정리해고를 통해 공무원 노동력을 줄였다고 주장했지만, 큰 폭의 임금 인상이 어떤 개혁의 영향을 줄인 것으로 보인다. IMF은 GDP의 구성 요소인 공무원 급여를 1~2% 줄여야 한다고 밝혔는데, 이는 공무원 규모를 지속적으로 줄여야만 달성할 수 있는 수준이다. 제도 합리화와 비리를 없애는 데 성공할 수 있는 국가임금 전략이 사실상 고용비용을 줄일 수 있을지는 미지수다.

## 통화, 환율, 인플레이션
예멘의 통화는 예멘 리알(YR)로 1996년 7월 공개 시장에 상장되었다. 예멘 중앙은행의 주기적인 개입으로 리얄은 1999년 이후 매년 약 4%씩 하락하고 있다. 2005년 달러당 평균 YR191.5엔, 2006년 평균 YR197.5엔이다. 2006년 11월 말, 환율은 달러당 약 198엔이었다.
통일 직후인 1990년부터 1996년까지 예멘은 40%의 매우 높은 인플레이션을 경험했다. 경제개혁으로 1997년 물가상승률이 5.4%에 그쳤지만 고유가와 최근 수년간 연료보조금 삭감이 일부 변동에도 불구하고 대체로 상승세를 보이는 물가상승률에 부정적인 영향을 미쳤다. 2004년, 예멘 중앙은행이 통화 공급을 긴축하려는 노력은 미 달러화 약세와 예멘 리얄화가 관리형 유동자금으로 연결되어 있는 것과 국제 상품 가격 상승으로 상쇄되어 인플레이션율이 12.5%에 달했다. 2005년 7월, 정부는 대중의 반대에 굴복하여 새로운 종합 판매세를 10퍼센트에서 5퍼센트로 낮추었다. 이 세금은 정부 연료 보조금의 감소와 수입 가격의 인상과 함께 2005년의 11.8퍼센트에서 2006년에는 15%의 물가상승률을 가져올 것으로 예상된다.

## 은행 및 금융
경제학자들에 따르면 예멘의 금융서비스 분야는 낙후되어 있고 은행 시스템이 지배하고 있다. 예멘에는 주식 거래소가 없다. 예멘 중앙은행, 15개의 상업은행(이슬람계 은행, 4개의 외국계 은행, 2개의 국영 은행)으로 구성되어 있다. 예멘 중앙은행은 통화 정책을 통제하고 통화의 해외 송금을 감독한다. 그것은 최후의 수단인 대출자이고, 시중은행에 대한 감독 권한을 행사하며, 정부의 은행가 역할을 한다. 2005년 말부터 2010년 말까지 타다몬 국제이슬람은행은 총 자산, 자본 및 무역 사업에서 예멘의 모든 은행(상업 및 이슬람 은행 모두) 중 1위를 유지하고 있다. 최대 시중은행인 국영 신용농협은행과 다수 국영 예멘 부흥개발은행은 각각 궁극적인 민영화를 목표로 구조조정을 진행하고 있다. 두 은행의 재정난으로 인해 예멘 정부는 2004년에 세 은행을 모두 합병하는 계획을 채택했다. 2011년 4월 현재, 이 단계는 아직 실현되지 않았다.
대규모 부실대출과 낮은 자본화, 취약한 규제 기준 등이 예멘 은행권 전반의 발목을 잡고 있다. 수많은 은행들이 기술적으로 파산했다. 많은 채무자들이 채무불이행 상태이기 때문에, 예멘의 은행들은 그들의 대출 활동을 엄선된 소비자와 기업 집단으로 제한한다. 결과적으로, 전체 은행 시스템은 통화 공급의 60% 미만을 보유하고 있다; 경제의 대부분은 현금으로 운영된다. 2000년에 채택된 법안은 중앙은행에 더 강력한 대출 요건을 강제할 권한을 부여했고, 2005년 중반에 중앙은행은 통화 투기를 줄이고 예금을 보호하기 위한 목적으로 상업은행에 대한 몇 가지 새로운 자본 요구사항을 발표했다.

## 에너지
예멘의 국영 PEC는 예멘의 전력망뿐만 아니라 전력 생산 능력 (810~900메가와트)의 80%를 운영하고 있다. 지난 10년간 정부는 PEC 구조조정, 소규모 발전소 민영화를 통한 전력부문 통합, 독자발전사업(IPP) 신설, 석유 공급을 위한 가스발전소 도입 등 국가의 심각한 전력난을 완화하기 위한 다양한 방안을 검토해왔다. 그러나, 불충분한 기반 시설 때문에, 대규모 IPP와 민영화 제안은 실현되지 못했다. 그러나 무칼라와 아덴의 몇몇 작은 규모의 프로젝트들은 완료되었고, 미래의 프로젝트들을 위한 계약들이 서명되었다. 2004년 예멘의 디젤 발전소는 41억 킬로와트시의 전기를 생산했는데, 이는 지속적인 전력 공급을 유지하기에는 부족한 생산량이다. 2000년~2004년 전력수요가 20% 증가했지만 국가전력망에서 전기를 공급받을 수 있는 인구는 전체 인구의 40%에 불과하고 공급도 간헐적인 것으로 추정된다. 이러한 수요를 충족시키기 위해, 정부는 2002년까지 발전 용량을 1,400 메가와트까지 늘릴 계획이다.